# Australia Cup 2023
La Australia Cup 2023 è stata la 10ª edizione della coppa nazionale australiana di calcio. La competizione è iniziata il 4 agosto 2023 (con i turni preliminari iniziati l'11 marzo) ed è terminata il 7 ottobre con la finale. La vincitrice ottiene la qualificazione alla Coppa dell'AFC 2024-2025.
Il Sydney FC ha vinto la coppa per la seconda volta, battendo in finale il Brisbane Roar per 3 a 1.

## Squadre partecipanti
Alla fase finale della competizione partecipano 32 squadre: le 10 partecipanti alla A-League e 22 squadre provenienti dalle serie inferiori e vincitrici dei preliminari.
| A-League | Livello 2 | Livello 3                      | Livello 4              |
| - Adelaide Utd - Brisbane Roar - C.C. Mariners - Macarthur FC - Melbourne City - Newcastle Jets - Sydney FC - Wellington Phoenix - Western Sydney - Western Utd | - APIA Leichhardt - Broadmeadow Magic - Campbelltown City - Canberra Croatia - Devonport City - Edgeworth - Floreat Athena - Gold Coast Knights - Heidelberg Utd - Hellenic Athletic - Inglewood Utd - Melbourne Knights - MetroStars - Moreton Bay Utd - Mt. Druitt Town Rangers - Oakleigh Cannons - Peninsula Power - Queensland Lions - Sydney Utd 58 | - Inter Lions - Northcote City | - Goulburn Valley Suns |

## Calendario
| Turno                | Date                        | Numero di incontri | Numero di squadre |
| -------------------- | --------------------------- | ------------------ | ----------------- |
| Turni preliminari    | 9 febbraio - 18 luglio 2023 | 756                | 778 → 32          |
| Sedicesimi di finale | 4-14 agosto 2023            | 16                 | 32 → 16           |
| Ottavi di finale     | 26-29 agosto 2023           | 8                  | 16 → 8            |
| Quarti di finale     | 13-17 settembre 2023        | 4                  | 8 → 4             |
| Semifinali           | 23-27 settembre             | 2                  | 4 → 2             |
| Finale               | 7 ottobre                   | 1                  | 2 → 1             |

## Turni preliminari
I 22 slot riservati alle squadre delle serie inferiori sono assegnati tramite otto turni preliminari, ai quali partecipano un totale di 778 squadre.
| Federazione regionale       | Competizione                    | Qualificate ai sedicesimi |
| --------------------------- | ------------------------------- | ------------------------- |
| FFA                         | A-League                        | 10                        |
| Capital Football            | Capital Football Federation Cup | 1                         |
| Football NSW                | Waratah Cup                     | 4                         |
| Northern NSW                | NNSWF State Cup                 | 2                         |
| Football Northern Territory | NT FFA Cup                      | 1                         |
| Football Queensland         | -                               | 4                         |
| Football South Australia    | SA Federation Cup               | 2                         |
| Football Tasmania           | Milan Lakoseljac Cup            | 1                         |
| Football Victoria           | Dockerty Cup                    | 5                         |
| Football West               | State Cup                       | 2                         |

## Sedicesimi di finale
Il sorteggio per i sedicesimi di finale si è tenuto il 28 giugno 2023. La squadra della divisione più bassa è il Goldburn Valley Suns, unico club di quarta divisione presente in questa fase.
| Squadra 1               | Risultato        | Squadra 2          |
| ----------------------- | ---------------- | ------------------ |
| 4 agosto 2023           |                  |                    |
| Broadmeadow Magic       | 2 - 4            | Sydney Utd 58      |
| MetroStars              | 5 - 0            | Inglewood Utd      |
| Peninsula Power         | 1 - 2 (dts)      | Wellington Phoenix |
| Mt. Druitt Town Rangers | 3 - 1            | Canberra Croatia   |
| 9 agosto 2023           |                  |                    |
| Goulburn Valley Suns    | 1 - 4            | APIA Leichhardt    |
| Edgeworth               | 0 - 4            | Western United     |
| Gold Coast Knights      | 1 - 0            | Devonport City     |
| Floreat Athena          | 1 - 6            | Western Sydney     |
| 10 agosto 2023          |                  |                    |
| Moreton Bay Utd         | 0 - 3            | Heidelberg Utd     |
| Melbourne Knights       | 4 - 1            | Queensland Lions   |
| Hellenic Athletic       | 0 - 6            | Inter Lions        |
| 13 agosto 2023          |                  |                    |
| Oakleigh Cannons        | 2 - 3            | Melbourne City     |
| Sydney FC               | 3 - 3 (10-9 dtr) | C.C. Mariners      |
| 14 agosto 2023          |                  |                    |
| Campbelltown City       | 2 - 1            | Macarthur FC       |
| Newcastle Jets          | 2 - 3 (dts)      | Brisbane Roar      |
| Northcote City          | 0 - 2            | Adelaide Utd       |

## Ottavi di finale
Il sorteggio per gli ottavi di finale si è svolto il 14 agosto 2023. La squadra appartenente alla divisione più bassa ancora in gara è l'Inter Lions, unica squadra di terza divisione qualificata agli ottavi.
| Squadra 1               | Risultato | Squadra 2          |
| ----------------------- | --------- | ------------------ |
| 26 agosto 2023          |           |                    |
| Sydney Utd 58           | 0 - 5     | Brisbane Roar      |
| 27 agosto 2023          |           |                    |
| Melbourne City          | 3 - 0     | Wellington Phoenix |
| 29 agosto 2023          |           |                    |
| Melbourne Knights       | 2 - 0     | Campbelltown City  |
| Western Sydney          | 5 - 1     | Adelaide Utd       |
| MetroStars              | 1 - 0     | Inter Lions        |
| 30 agosto 2023          |           |                    |
| APIA Leichhardt         | 0 - 2     | Sydney FC          |
| Gold Coast Knights      | 0 - 2     | Western United     |
| Mt. Druitt Town Rangers | 0 - 3     | Heidelberg Utd     |

## Quarti di finale
I sorteggi per i quarti di finale si sono svolti il 30 agosto 2023. Le squadre appartenenti alla divisione più bassa ancora in gara sono Heidelberg Utd, Melbourne Knights e MetroStars, uniche squadre di seconda divisione classificate ai quarti.
| Squadra 1         | Risultato | Squadra 2      |
| ----------------- | --------- | -------------- |
| 14 settembre 2023 |           |                |
| Melbourne Knights | 3 - 2     | Heidelberg Utd |
| MetroStars        | 1 - 2     | Melbourne City |
| 16 settembre 2023 |           |                |
| Brisbane Roar     | 4 - 2     | Western Sydney |
| 17 settembre 2023 |           |                |
| Sydney FC         | 3 - 0     | Western United |

## Semifinali
Il sorteggio per le semifinali si è tenuto il 17 settembre 2023. L'unica squadra di seconda divisione ancora in corsa è il Melbourne Knights.
| Squadra 1         | Risultato | Squadra 2     |
| ----------------- | --------- | ------------- |
| 24 settembre 2023 |           |               |
| Melbourne City    | 1 - 2     | Sydney FC     |
| Melbourne Knights | 0 - 1     | Brisbane Roar |

## Finale
| Arbitro: | B. Abraham |

|                                |           |                |
| Fábio Gomes 68’, 90+1’ Mak 72’ | Marcatori | 18’ Waddingham |

## Cannonieri
| Pos | Giocatore         | Club              | Reti |
| --- | ----------------- | ----------------- | ---- |
| 1   | Lachlan Brook     | Western Sydney    | 5    |
| 4   | Tolgay Arslan     | Melbourne City    | 4    |
| 4   | Thomas Waddingham | Brisbane Roar     | 4    |
| 4   | Patrick Wood      | Sydney FC         | 4    |
| 5   | Gian Albano       | Melbourne Knights | 3    |
| 5   | Marcus Antonsson  | Western Sydney    | 3    |
| 5   | Brandon Borrello  | Western Sydney    | 3    |
| 5   | Mitchell Hore     | Melbourne Knights | 3    |
| 5   | Jamie Maclaren    | Melbourne City    | 3    |
| 5   | Kaine Sheppard    | Heidelberg Utd    | 3    |